# 庭石
庭石（にわいし・ていせき）とは、日本庭園において、その構成要素となっている石。
日本庭園の構成要素には、地形や地割、石の景、水の景、植物の景、その他の構造物や建造物があるが、その中でも地形と石の景は日本庭園の骨格となる要素とされている。日本庭園の素材のうち、植栽などは変化する素材なのに対し、石は不変で作庭者の意図をよく伝える素材といわれている。この庭石の材質･配置で庭園の表情が決まると言うほどで、日本ではさまざまな技法が生まれた。

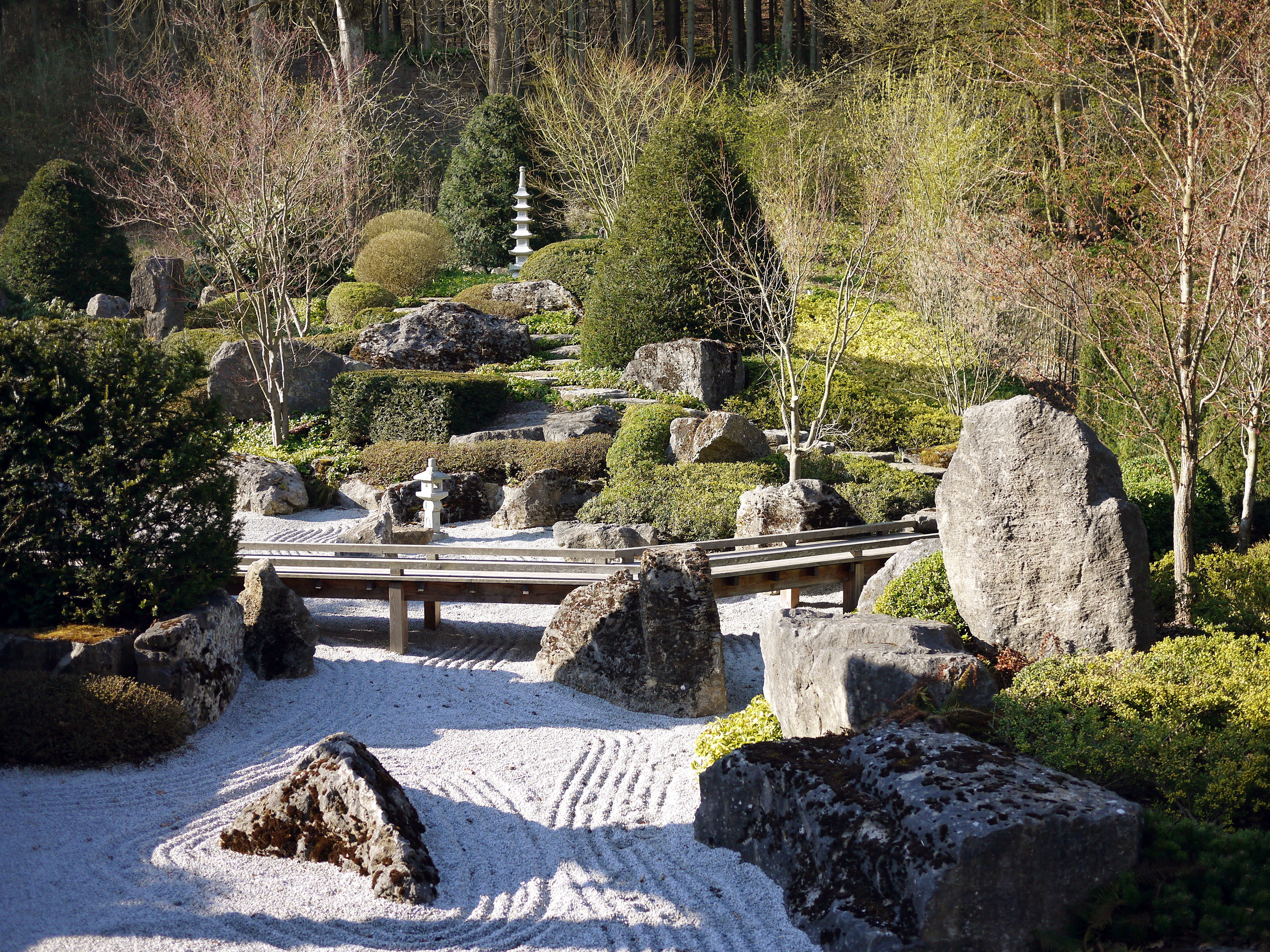
日本庭園の庭石

## 庭石の種類と役割

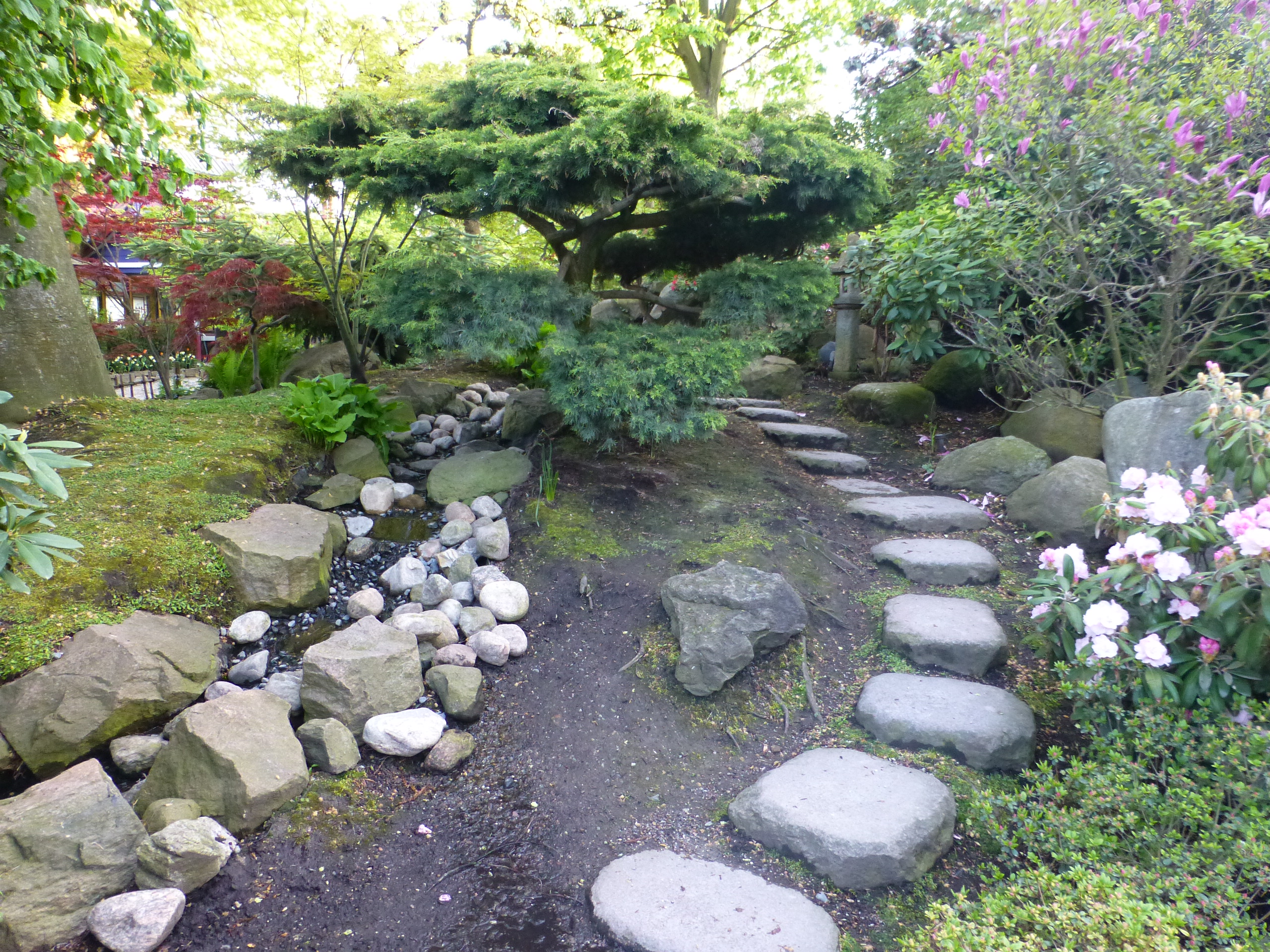
飛石

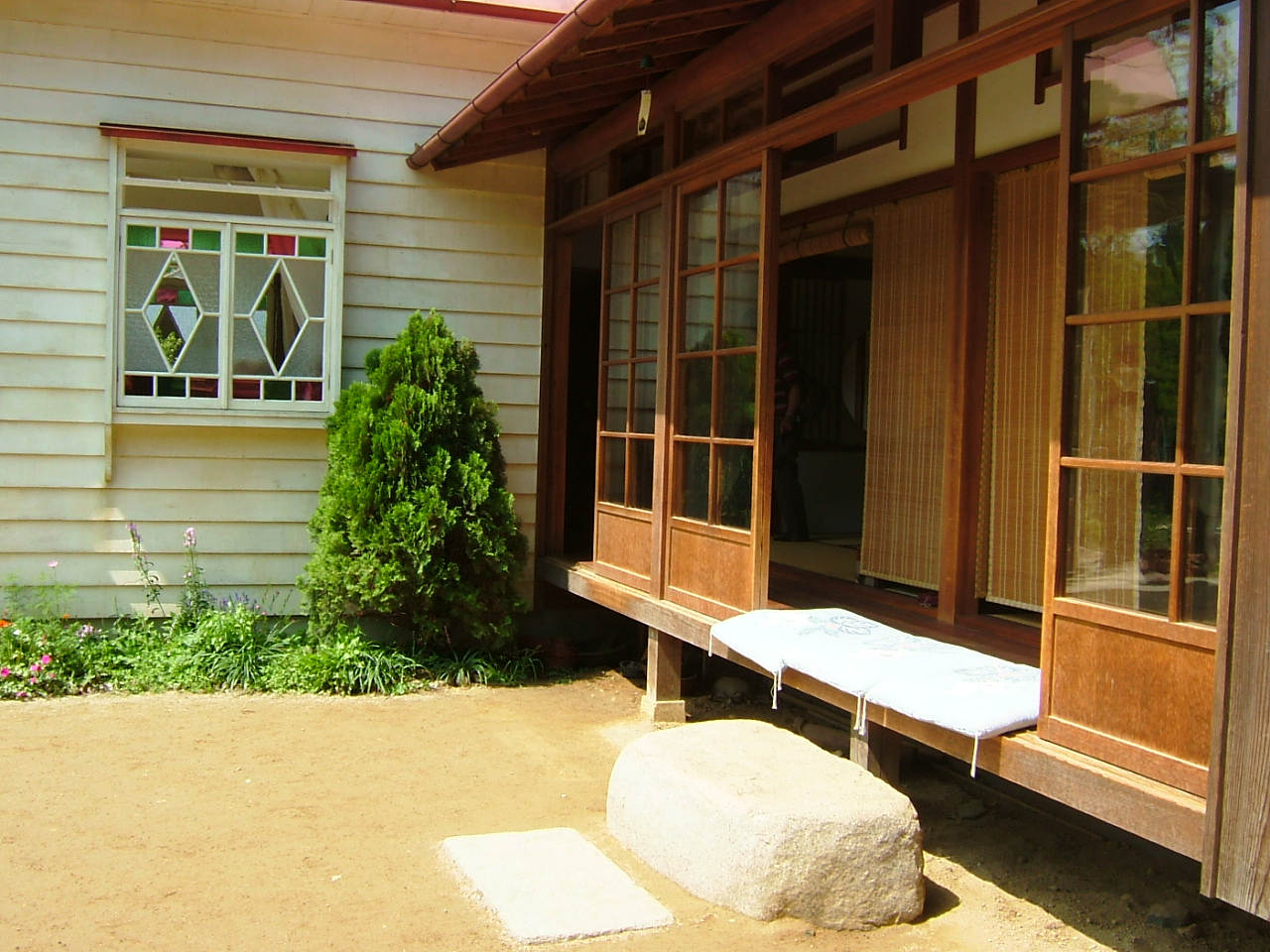
縁側の沓脱石

日本庭園の構成素材には、土、水、植物、石などがある。日本庭園では、水は海や川や滝、植物は自然らしさを表現しており、石は山岳を表現している。また、石は不変であることから「永遠」という意味も込められている。
日本庭園では石は景石の他、切断や加工などを施して、石積、石塀、敷石などに利用したり、石燈籠などにも用いる。石橋も実用ではなく理想の世界へ渡る思想を表現するものとして架けられることもあった。

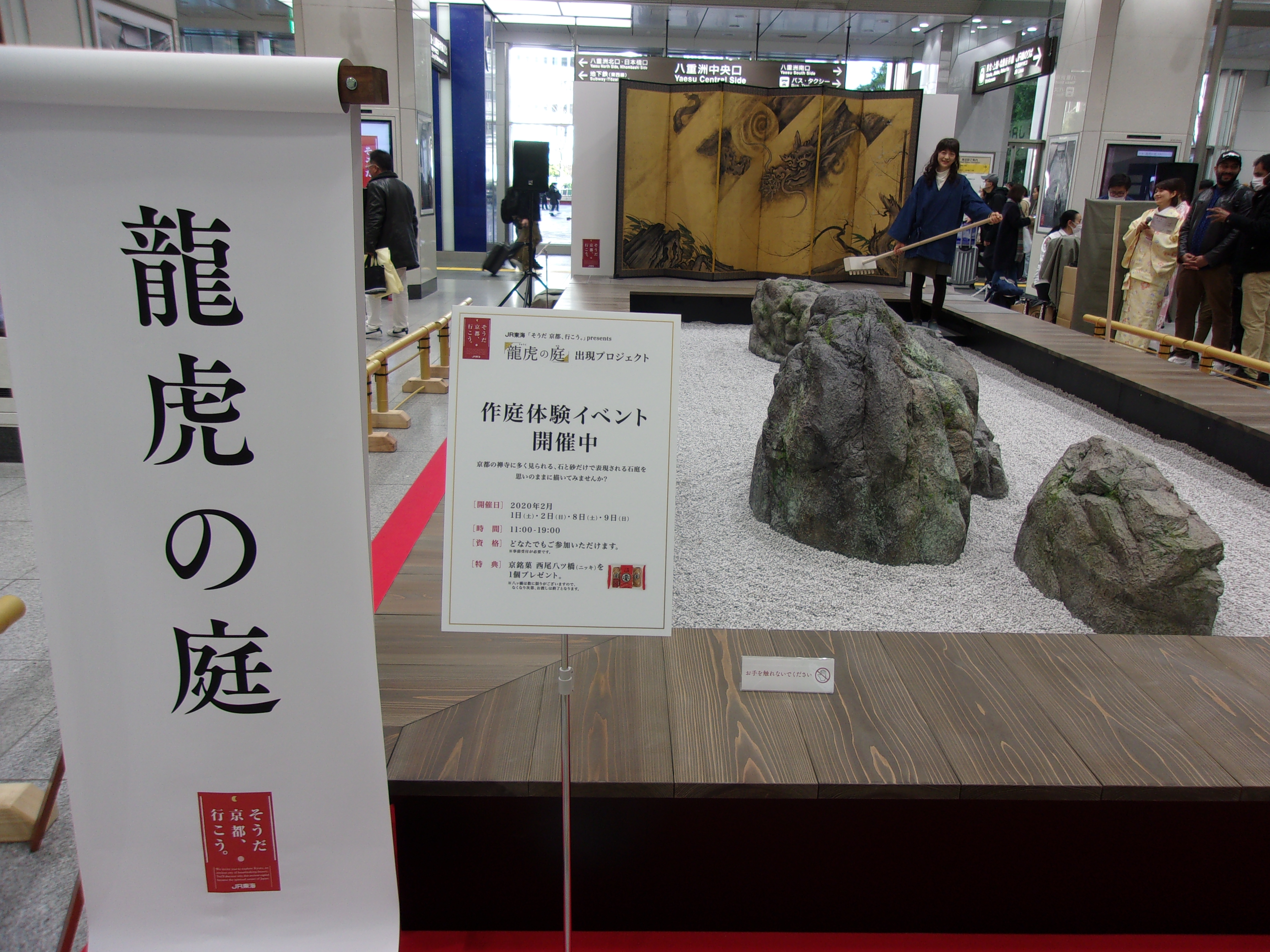
景石

- 景石

日本庭園の場合に焦点となる部分に置かれる観賞用の石で、置き方によって1個（1石）で十分に鑑賞できる。庭の景観を作るポイントになる。
- 組石（物）

2石以上の大小の石で構成する景石。立石、伏石、平石、構石として使用する。同系同色の石を使うのが基本である。
- 飛石

園路に配置する石で踏面が平らになっているものを進行方向に配置する。小さ目の1足物から両足で立てる2足ものや多足物など大きさによって呼称が異なる。打ち方も数種類あり2連打ちや3連打ち、雁打ちなどがある。
- 沓脱石（くつぬぎいし）

飛石と建物の出入り口を結ぶ石。約90×40×30cm以上のものを使用するのが一般的。

## 産出場所
- 山石

ゴツゴツした角のある石で山間部などの地表面に露出しているものや地中に埋まっているものを掘り起こして使用する。山さびがつきやすく植物の根が入り込んでいるものもある。埋まっているものは天然石のように見せるために、加工して風化が見られるように凹凸や傷を施す。
- 川石

丸みが出て趣のある庭石で最も庭にふさわしいとされる。1971年に制定された河川法により河川からの砂利等の採取が禁止されたため、現在国内では特別な許可が無ければ採取できない（昭和46年採取禁止）。現在では石材業や庭石業を営む会社等は、山の土地を取得して加工をしているところが多い。
- 海石

波の力によって表面の変化に富む石。よく貝が付着している。

## 庭石の石種
- 堆積岩(水成岩) - 砂利、粘土、生物の残骸などが風や流水の作用で沈み、上からの圧カで固結したもの。火山の噴出物が積石灰岩み重なってできたものも。
  - 粘板岩 系
    - 井内石(稲井石、仙台石)、雄勝石(宮城)、瀬田石(滋賀)など

  - 砂岩 系
  - 凝灰岩 系
    - 大谷石(板木)、鎌倉石、貴船石(京都)、笏谷石(福井)など

  - 石灰岩 系
    - 寒水石(茨城)、阿武隈石(福島)、紫雲石(大分)、琉球石灰岩(沖縄)など

- 火成岩 - 火山作用によってマグマが地中から噴出されるとき、地中や地表で凝結したもの
  - 深成岩 - 地中の深いところで熱と圧カを受けながら固まったもの。
    - 花崗岩系
      - 御影石・稲田御影(茨城)・伊勢御影(三重)・奥州御影・甲州御影(山梨)・本御影、滝石(石川)、恵那石(岐阜)、木曾石(岐阜)、万成石(岡山)、生駒石、大島石、白川石など

    - 閃緑岩
      - 浮金石(福島)、筑波石(茨城)、甲州鞍馬(山梨県)、鞍馬石(京都府)など

    - 斑レイ岩
    - かんらん岩
    - 石英斑岩

  - 火山岩 - 地表または地表に近い場所でマグマが固まったもの
    - 安山岩系
      - 本小松石(神奈川)、赤城小松石(群馬)、伊豆石(静岡)、男鹿石(秋田)、烏海石(山形)、白河石(福島)、根府川石(神奈川)、鉄平石(長野)ほか

    - 玄武岩系
      - 六方石(静岡)、黒ボク石(富士山)

    - 石英粗面岩 系
      - 抗火石(東京)、多胡石(群馬)など
- 変成岩 - 堆積岩や火成岩が、大きな地殻変動によって熟圧カを受けて変質したもの
  - 角閃片岩系
    - 日高石(北海道)など

  - 緑泥片岩系
    - 秩父青石(埼玉)、天竜石(静岡)、紀州青石(和歌山)、伊予青石(愛媛)ほか

  - 結晶片岩系
    - 日高石(北海道)、三波石(群馬)、揺斐石(岐阜)、伊予青石、秩父青石、阿波青石、紀州青石